# 女里
女里（じょり、生年不詳 - 保寧10年5月19日（978年6月27日））は、遼（契丹）の景宗（耶律明扆）の近臣。字は涅烈袞。

## 経歴
積慶宮の宮人に任じられた。応暦初年、習馬小底となった。のちに馬群侍中に累進した。耶律明扆が藩邸にいたとき、女里は本宮の出自であったため、格別な厚遇を受け、女里も誠意をつくして仕えた。19年（969年）2月、穆宗が殺害されると、女里は耶律明扆のもとに駆けつけ、この夜は禁兵500を集めて護衛にあたった。景宗が即位すると、擁立の功績により政事令となった。保寧3年（971年）3月、契丹行宮都部署を加えられた。賞与は手厚く、まもなく守太尉の位を加えられた。北漢の劉継元は女里が景宗に信任されていると聞いて、女里の誕生日には礼を欠かさなかった。
女里は貪家の出身で、同様の境遇であった蕭阿不底と仲が良く、2人して収賄を好んだ。フェルトの衣服をミミナグサで作って着ている者がいたが、ある人がふざけて「もし女里や阿不底に会ったら、必ずや全部取られてしまうだろう」と言うと、笑い話として伝わった。かれらの貪欲ぶりはこのようなものであった。
保寧10年（978年）5月、甲500を私蔵していた罪を問われて取り調べを受け、袖の中から枢密使蕭思温を殺害しようと企んだ密書が出てきたとして、死を賜った。

## 伝説
女里の母が死去すると、女里は喪に服して官を去った。ある日、女里は雅伯山にのぼって1体の巨人に出くわしたので、恐れて逃げ出した。巨人は女里を止めて「恐れるなかれ。われは地祇なり。なんじの母をここに葬れば、早くに宮殿に上って、必ずや貴い身分となろう」と言った。女里が巨人の言葉に従うと、そのとおりに出世した。
女里は馬の鑑識を得意としていた。あるとき郊外に行って数頭の馬の足跡を見つけ、そのひとつを指さし、「これはめずらしい駿馬である」と言った。その馬を手に入れると、はたして名馬であった。

## 伝記資料
- 『遼史』巻79 列伝第9